# Chongo Mulenga
Chongo Ezra Mulenga (* 19. August 1998 in Ndola) ist ein sambischer Badmintonspieler. 

## Karriere
Chongo Mulenga siegte im Jahr 2013 bei den Ethiopia International im Herreneinzel, wobei er das Finale gegen den Ägypter Adham Hatem Elgamal gewann. Bei den Uganda International 2014 belegte er Rang drei im Mixed mit Ogar Siamupangila.